# Kenan Karaman
Kenan Karaman (Stuttgart, 5 maart 1994) is een Turks-Duits voetballer die doorgaans als aanvaller speelt. Karaman debuteerde in 2017 in het Turks voetbalelftal.

## Clubcarrière
Karaman speelde in de jeugd bij MTV Stuttgart, VfB Stuttgart, Stuttgarter Kickers en TSG 1899 Hoffenheim. In december 2013 zat hij voor het eerst in de selectie, voor een duel in de DFB-Pokal tegen Schalke 04. Op 2 maart 2014 debuteerde hij voor Hoffenheim in de Bundesliga, tegen VfL Wolfsburg. Na gespeeld te hebben voor Hannover 96 en Fortuna Düsseldorf werd hij overgenomen door de Turkse grootmacht Beşiktaş, waarmee hij in 2021 de Turkse supercup won. In 2022 keerde hij terug naar zijn geboorteland om te spelen voor FC Schalke 04.

## Interlandcarrière
Karaman kwam uit voor diverse Turkse nationale jeugdelftallen. Hij debuteerde in 2017 in het Turks voetbalelftal. Hij speelde in 31 wedstrijden tussen 2017 en 2023 en kwam 6 keer tot scoren.
1 Hoffmann ·
2 Sánchez ·
4 Noode ·
5 Murkin ·
6 Schallenberg ·
7 Seguin ·
8 Younes ·
9 Sylla ·
11 Lasme ·
14 Bachmann ·
15 Højlund ·
16 Zalazar ·
17 Gantenbein ·
18 Antwi-Adjei ·
19 Karaman  ·
21 Wasinski ·
22 Cissé ·
23 Aydın ·
24 Hamache ·
26 Kalas ·
27 Tempelmann ·
28 Heekeren ·
29 Mohr ·
30 Donkor ·
31 Bulut ·
34 Langer ·
35 Kamiński ·
37 Grüger ·
Coach: Van Wonderen
· Assistent-coach: Balette
· Assistent-coach: Molenaar
· Assistent-coach: Sam
1 Günok ·
2 Çelik ·
3 Demiral ·
4 Söyüncü ·
5 Yokuşlu ·
6 Tufan ·
7 Ünder ·
8 Toköz ·
9 Karaman ·
10 Çalhanoğlu ·
11 Yazıcı ·
12 Bayındır ·
13 Meraş ·
14 Antalyalı ·
15 Kabak ·
16 Ünal ·
17 B. Yılmaz  ·
18 R. Yılmaz ·
19 Kökçü ·
20 Ömür ·
21 Kahveci ·
22 Ayhan ·
23 Çakır ·
24 Aktürkoğlu ·
25 Müldür ·
26 Dervişoğlu ·
Coach: Güneş